# Aphrodita aphroditoides
Aphrodita aphroditoides är en ringmaskart som först beskrevs av McIntosh 1885.  Aphrodita aphroditoides ingår i släktet Aphrodita och familjen Aphroditidae. Inga underarter finns listade i Catalogue of Life.